# Front Narodowy (Ruch Oporu)
Front Narodowy na Rzecz Walki o Wyzwolenie i Niepodległość Francji (fr. Front National de Lutte Pour la Libération et l’Indépendance de la France), w skrócie Front Narodowy (fr. Front National; FN) – lewicowy ruch polityczny stworzony przez Partię Komunistyczną w czasie hitlerowskiej okupacji Francji.

## Zarys historia ruchu
Front Narodowy na Rzecz Walki o Wyzwolenie i Niepodległość Francji został powołany przez Partię Komunistyczną 15 maja 1941 celem stworzenia ruchu oporu związanego z lewicą, który pozostałby niezależny i krytyczny wobec Komitetu Wolnej Francji. Trzon FN stanowiła PC jednak prócz komunistów znaleźli się w nim także niektórzy działacze i sympatycy Francuskiej Sekcji Międzynarodówki Robotniczej, Partii Socjalistycznej Robotników i Chłopów, Partii Republikańskiej, Radykalnej i Radykalno-Socjalistycznej, Ligi Praw Człowieka i niezrzeszeni lewicowcy. Front Narodowy działał zarówno w strefie północnej, jak i strefie południowej.
Zbrojnym ramieniem FN zostali Wolni Strzelcy i Partyzanci Francuscy i Wolni Strzelcy i Partyzanci – Imigrancka Siła Robocza. FTP byli największą i najsilniejszą organizacją Ruchu Oporu przed powstaniem jednolitej Francuskich Sił Wewnętrznych, w których skład weszły na prawie autonomii 1 lutego 1944. Z FN związani byli także bojownicy niepodporządkowanych ruchowi organizacji min. lewicowych Wolnych Strzelców i Wyzwolenie-Południe, a nawet centrystycznej Obrony Francji i prawicowej Walki.
Na początku 1943 rozpoczęły się rozmowy FN z wywiadem Wolnej Francji, których reprezentowali mjr Pierre Brossolette i płk André Dewavrin ps. „Passy”. 25 marca Front Narodowy wszedł w skład Krajowej Rady Ruchu Oporu. W tym czasie FTP zaczęli nawiązywać współpracę z siłami gaullistów (często dość opornie). FN działał w terenie w formie komitetów.
Wyzwolenie Korsyki w 1943, w czasie którego działał Front Narodowy, spowodowało umocnienie jego pozycji. Po wyzwoleniu całej Francji Front Narodowy staje się kierowanym przez PCF lewicowym ruchem patriotyczno-obywatelskim liczącym 600 tys. członków. Został rozwiązany w 1949.